# Orthotrichum sulcatum
Orthotrichum sulcatum là một loài rêu trong họ Orthotrichaceae. Loài này được (Hook.) Hook. & Grev. mô tả khoa học đầu tiên năm 1824.